# Robert Wynn-Carington, 1. Marquess of Lincolnshire

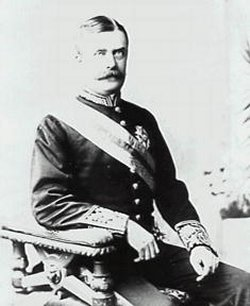
Charles Robert Wynn Carington, 1. Marquess of Lincolnshire

Charles Robert Wynn-Carington, 1. Marquess of Lincolnshire KG GCMG PC (* 16. Mai 1843 in Whitehall, London; † 13. Juni 1928 in Daws Hill House, High Wycombe, Buckinghamshire, England) war ein britischer Politiker der Liberal Party.
Er war von 1865 bis 1868 für den Wahlkreis Wycombe Mitglied des House of Commons, erbte 1868 den Titel 3. Baron Carrington und war dadurch bis zu seinem Tode 1928 sechzig Jahre lang Mitglied des House of Lords. Er bekleidete von 1879 bis 1928 das Amt als Lord Great Chamberlain. Er war zwischen 1886 und 1890 Gouverneur von New South Wales war. Später fungierte er von 1905 bis 1911 als Minister für Landwirtschaft und Fischerei (President of the Board of Agriculture and Fisheries) sowie anschließend zwischen 1911 und 1912 als Lordsiegelbewahrer. Am 26. Februar 1912 wurde er zum Marquess of Lincolnshire erhoben. Darüber hinaus bekleidete er von 1915 bis 1923 das Amt des Lord Lieutenant der Grafschaft Buckinghamshire.
Am 21. August 1880 änderte er mit Königlicher Genehmigung (Royal Licence) seinen Nachnamen von Carrington in Carington, am 24. April 1896 per erneuter Royal Licence in Wynn-Carington.

## Leben

### Familiäre Herkunft und Geschwister
Charles Robert Carrington war das zweite von fünf Kindern sowie der älteste Sohn von Robert John Carington, sowie dessen Ehefrau Charlotte Augusta Annabella Drummond-Willoughby, einer Tochter von Peter Drummond-Burrell, 22. Baron Willoughby de Eresby.
Seinem Großvater Robert Smith, waren 1796 der irische Titel Baron Carrington, of Bulcot Lodge und 1797 der britische Titel Baron Carrington, of Upton in the County of Nottingham, verliehen worden. Mit letzterem war ein erblicher Sitz im House of Lords verbunden, so dass Robert Smith hierfür seinen Sitz im Unterhaus, den er 1779 bis 1797 für Nottingham innehatte aufgab. Nach diesem Großvater, erbte dessen Sohn, Charles Roberts Vater, 1838 die Titel und musste entsprechend seinen Unterhaussitz, den er von 1818 bis 1820 für den Wahlkreis Wendover, von 1820 bis 1821 für den Wahlkreis Buckinghamshire und erneut von 1831 bis 1838 für den Wahlkreis Wycombe innehatte, zugunsten eines Sitzes im Oberhaus aufgeben.
Seine ältere Schwester Augusta Clementina Carrington war die Ehefrau des Politikers Archibald Campbell, 1. Baron Blythswood.
Sein jüngerer Bruder William Henry Peregrine Carrington wurde 1868 sein Nachfolger als Abgeordneter des Unterhauses für den Wahlkreis Wycombe, den er 15 Jahre lang bis 1883 vertrat. Seine jüngere Schwester Eva Elizabeth Carrington Smith war mit Charles Augustus Stanhope, 8. Earl of Harrington verheiratet. 
Robert Carringtons jüngster Bruder Rupert Clement George Carington, war zwischen 1880 und 1885 ebenso Mitglied des House of Commons und erbte 1928 von ihm den Titel als 4. Baron Carrington, of Upton in the County of Nottinghamshire und damit die Mitgliedschaft im House of Lords, verstarb aber bereits ein Jahr später.

### Unterhausabgeordneter und Oberhausmitglied
Charles Robert Carrington besuchte von 1856 bis 1861 das renommierte Eton College und nahm danach ein Studium am Trinity College der University of Cambridge auf, das er 1863 mit einem Bachelor of Arts (B.A.) abschloss.
Seine politische Laufbahn begann er als Kandidat der Liberal Party am 11. Juli 1865 zum Mitglied des House of Commons gewählt wurde und in diesem bis zum 17. März 1868 den Wahlkreis Wycombe vertrat.
Nach dem Tode seines Vaters erbte er am 1. März 1868 dessen Titel als 3. Baron Carrington und war damit bis zu seinem Tod am 13. Juni 1928 mehr als 60 Jahre lang Mitglied des House of Lords. 1869 wurde er zum Captain der Royal Horse Guards befördert.

### Lord Great Chamberlain und Gouverneur von New South Wales
Nach dem Tod seiner Mutter Charlotte Augusta Annabella Drummond-Willoughby, Baroness Carrington, am 26. Juli 1879 erbte er von dieser das Amt als Joint Hereditary Lord Great Chamberlain und bekleidete dieses Amt als Kammerherr als einer der sogenannten Great Officers of State mit weiteren Adligen bis zu seinem Tod 1928.
Des Weiteren wurde er am 27. Juni 1881 Nachfolger von Charles Gordon, 11. Marquess of Huntly als Captain des Honourable Corps of Gentlemen at Arms und damit Kommandeur einer der zeremoniellen Leibwachen von Königin Victoria. Er übte diese Funktion bis zu seiner Ablösung durch George Coventry, 9. Earl of Coventry am 6. Juli 1885 aus. Zugleich wurde er am 15. Juli 1881 auch zum Mitglied des Privy Council (PC) berufen und am 6. Juni 1885 als Knight Grand Cross des Order of St. Michael and St. George (GCMG) geehrt.
Am 12. Dezember 1885 löste Baron Carrington Augustus Loftus als Gouverneur von New South Wales ab. Er verblieb auf diesem Posten bis zum 3. November 1890, ehe am 15. Januar 1891 Victor Child Villiers, 7. Earl of Jersey seine Nachfolge antrat.

### Lord Chamberlain of the Household und Landwirtschaftsminister
1892 übernahm Baron Carrington von Edward Bootle-Wilbraham, 1. Earl of Lathom die Funktion als Lord Chamberlain of the Household und verblieb in dieser Funktion als Kämmerer und leitender Beamter des Hofstaates, ehe ihn der 1. Earl of Lathom 1895 wieder ablöste.
Durch ein Letters Patent vom 16. Juli 1895 wurde er zum Earl Carrington und Viscount Wendover, of Cheping Wycombe in the County of Buckinghamshire, erhoben. Darüber hinaus diente er zeitweise als Lieutenant-Colonel im 3. Bataillon der Oxfordshire Light Infantry.
Premierminister Henry Campbell-Bannerman berief ihn am 10. Dezember 1905 zum Minister für Landwirtschaft und Fischerei (President of the Board of Agriculture and Fisheries) in dessen Kabinett und behielt dieses Amt auch nachdem Herbert Henry Asquith am 6. April 1908 das Amt des Premierministers übernommen hatte. Am 15. Oktober 1906 wurde er als Knight Companion in den Hosenbandorden aufgenommen, den exklusivsten Ritterorden des Vereinigten Königreichs und einen der angesehensten Europas.

### Lordsiegelbewahrer und Lord Lieutenant von Buckinghamshire
Im Rahmen einer Umbildung der Regierung Asquith übernahm er am 23. Oktober 1911 von Robert Crewe-Milnes, 1. Marquess of Crewe das Amt des Lordsiegelbewahrers (Lord Privy Seal), während Walter Runciman das Amt des Landwirtschaftsministers erhielt. Bei einer weiteren Kabinettsumbildung übernahm der 1. Marquess of Crewe 1912 wieder das Amt des Lordsiegelbewahrers, während er selbst aus der Regierung ausschied.
Durch ein weiteres Letters Patent vom 26. Februar 1912 wurde er zum Marquess of Lincolnshire erhoben. Er bekleidete daneben zeitweise die Funktionen als Honorary Colonel des 3. Bataillon der Oxfordshire Light Infantry sowie als Deputy Lieutenant (DL) und Friedensrichter (Justice of the Peace) der Grafschaft Buckinghamshire.
Zuletzt wurde er nach dem Tode von Nathan Mayer Rothschild, 1. Baron Rothschild am 31. März 1915 dessen Nachfolger als Lord Lieutenant von Buckinghamshire. Er übte dieses Amt als Vertreter des Königs in dieser Grafschaft bis 1923 aus und wurde danach von Thomas Fremantle, 3. Baron Cottesloe abgelöst.

### Ehe und Nachkommen
Carrington heiratete am 15. Juli 1878 in der Royal Chapel in White Hall Cecilia Margaret Harbord, eine Tochter von Charles Harbord, 5. Baron Suffield. Aus dieser gingen fünf Töchter sowie ein Sohn hervor.
Die älteste Tochter Lady Marjorie Cecilia Wynn-Carington war die Ehefrau von Charles Henry Wellesley Wilson, 2. Baron Nunburnholme, der zwischen 1906 und 1907 kurzzeitig Abgeordneter des Unterhauses sowie von 1908 bis 1924 Lord Lieutenant der East Riding of Yorkshire war. Die zweitälteste Tochter Lady Alexandra Augusta Wynn-Carington war mit William Llewellen Palmer verheiratet, der als Colonel beim 10th Royal Hussars (Prince of Wales’s Own), einem Kavallerieregiment der British Army, sowie zuletzt bei dem Linieninfanterieregiment Wiltshire Regiment (Duke of Edinburgh’s) diente.
Die drittälteste Tochter Lady Ruperta Wynn-Carington war die Ehefrau von William Legge, 7. Earl of Dartmouth, der zwischen 1910 und 1918 Mitglied des House of Commons, zwischen 1928 und 1936 amtierender Lord Great Chamberlain sowie von 1930 bis 1942 High Bailiff of Westminster war. Die viertälteste, bereits 1928 verstorbene Tochter Lady Judith Sydney Myee Wynn-Carington war die erste Ehefrau von Walter Egerton George Lucian Keppel, der 1942 als 9. Earl of Albemarle Mitglied des House of Lords wurde.
Seine jüngste Tochter Lady Victoria Alexandrina Wynn-Carington war zwei Mal verheiratet, und zwar in erster Ehe mit Nigel Walter Legge-Bourke, der als Lieutenant der Coldstream Guards während des Ersten Weltkrieges am 30. Oktober 1914 fiel. In zweiter Ehe war sie mit Edric Alfred Cecil Weld Forester, der ebenfalls Offizier war und im Zweiten Burenkrieg sowie als Major im Ersten Weltkrieg diente und später Deputy Lieutenant der Grafschaft Gloucestershire war. 
Sein jüngstes Kind und zugleich einziger Sohn Albert Edward Charles Robert Wynn-Carington, Viscount Wendover, diente als Lieutenant der Royal Horse Guards und verstarb im Alter von 20 Jahren am 19. Mai 1915 an den Folgen von Verletzungen, die er sich während eines Gefechtseinsatzes im Ersten Weltkrieg zugezogen hatte.
Da er bei seinem Tod am 13. Juni 1928 somit ohne männlichen Nachkommen verstorben war, erlosch der Titel des Marquess of Lincolnshire sowie die nachgeordneten Titel Earl Carrington und Viscount Wendover. Die beiden Baronien Carrington einschließlich der damit verbundenen Mitgliedschaft im House of Lords erbte sein jüngerer Bruder Rupert Carington (1852–1929) als 4. Baron.